# جينتشوفتسي
جينتشوفتسي (بالبلغارية: Генчовци)‏ قرية تقع إدارياً ضمن بلدية غابروفو ‏ في بلغاريا. ويبلغ عدد سكانها 10 نسمة حسب تعداد 15 مارس 2015. تعتمد جينتشوفتسي للبريد على الرمز البريدي 5301 وللاتصالات على رمز الاتصال الهاتفي المحلي 066.